# Sportverein Eintracht Trier 05 1977-1978
Questa voce raccoglie le informazioni riguardanti lo Sportverein Eintracht Trier 05 nelle competizioni ufficiali della stagione 1977-1978.

## Stagione
Nella stagione 1977-1978 l'Eintracht Trier, allenato da Hans-Dieter Roos e Lothar Kleim, concluse il campionato di 2. Bundesliga al 12º posto. In Coppa di Germania l'Eintracht Trier fu eliminato al secondo turno dal Bayern Monaco.

## Rosa
| N. |                      | Ruolo | Calciatore            |
| -- | -------------------- | ----- | --------------------- |
|    | Germania (bandiera)  | P     | Michael Hümmer        |
|    | Germania (bandiera)  | P     | Karl-Heinz Schröder   |
|    | Germania (bandiera)  | P     | Werner Vollack        |
|    | Danimarca (bandiera) | D     | Svend-Jørgen Andresen |
|    | Germania (bandiera)  | D     | Reiner Brinsa         |
|    | Germania (bandiera)  | D     | Franz Falter          |
|    | Germania (bandiera)  | D     | Gerd Fink             |
|    | Germania (bandiera)  | D     | Heinz Histing         |
|    | Germania (bandiera)  | D     | Michael Veit          |
|    | Germania (bandiera)  | D     | Erwin Zimmer          |
|    | Germania (bandiera)  | C     | Rolf Bauerkämper      |

| N. |                     | Ruolo | Calciatore         |
| -- | ------------------- | ----- | ------------------ |
|    | Germania (bandiera) | C     | Erwin Hermandung   |
|    | Germania (bandiera) | C     | Franz Michelberger |
|    | Germania (bandiera) | C     | Georg Müllner      |
|    | Germania (bandiera) | C     | Wolfgang Riemann   |
|    | Germania (bandiera) | C     | Wolfgang Tullius   |
|    | Germania (bandiera) | A     | Helmut Bergfelder  |
|    | Germania (bandiera) | A     | Lothar Leiendecker |
|    | Germania (bandiera) | A     | Paul Linz          |
|    | Germania (bandiera) | A     | Wolfgang Müller    |
|    | Germania (bandiera) | A     | Wolfgang Schlief   |
|    | Germania (bandiera) | A     | Bernd von Au       |

## Organigramma societario
Area tecnica
- Allenatore: Lothar Kleim
- Allenatore in seconda:
- Preparatore dei portieri:
- Preparatori atletici:

## Calciomercato

### Sessione estiva
| Acquisti | Acquisti           | Acquisti       | Acquisti |
| R.       | Nome               | da             | Modalità |
| -------- | ------------------ | -------------- | -------- |
| D        | Gerd Fink          | Bayreuth       |          |
| C        | Erwin Hermandung   | Hertha Berlino |          |
| P        | Michael Hümmer     | Jahn Ratisbona |          |
| A        | Lothar Leiendecker | VfL Trier      |          |
| C        | Franz Michelberger | Schwenningen   |          |

| Cessioni | Cessioni    | Cessioni       | Cessioni |
| R.       | Nome        | a              | Modalità |
| -------- | ----------- | -------------- | -------- |
| C        | Nico Wagner | Differdange 03 |          |

### Sessione invernale
| Acquisti | Acquisti | Acquisti | Acquisti |
| R.       | Nome     | da       | Modalità |
| -------- | -------- | -------- | -------- |

| Cessioni | Cessioni | Cessioni | Cessioni |
| R.       | Nome     | a        | Modalità |
| -------- | -------- | -------- | -------- |

## Risultati

### 2. Bundesliga

#### Girone di andata
| Arbitro: | Kuhn |

|                                        |           |            |
| Bechtold 47’ Drexler 62’ Cestonaro 82’ | Marcatori | 82’ von Au |

| Arbitro: | Gaus |

|                                 |           |                  |
| Michelberger 4’ Leiendecker 20’ | Marcatori | 27’, 69’ Beichle |

| Arbitro: | Scheffner |

|                                       |           |  |
| Schwickert 37’ (rig.) Erhart 53’, 57’ | Marcatori |  |

| Arbitro: | Karr |

|            |           |                     |
| von Au 68’ | Marcatori | 25’ (rig.) Hofeditz |

| Arbitro: | Kipper |

|                                                                                |           |                                |
| Horr 27’ Zahn 36’ Schuberth 46’ (rig.) Klag 64’ Seubert 84’ (rig.), 88’ (rig.) | Marcatori | 53’, 78’ Hermandung 55’ von Au |

| Arbitro: | Ferro |

|                                               |           |                      |
| Leiendecker 34’ von Au 55’ Histing 86’ (rig.) | Marcatori | 14’ Vogel 85’ Sebert |

| Arbitro: | Dahler |

|                                        |           |  |
| Živaljević 54’ Weyerich 76’ Pausch 77’ | Marcatori |  |

| Arbitro: | Nützel |

|             |           |                                       |
| Schlief 31’ | Marcatori | 9’ Berger 26’, 78’ Günther 68’ Struth |

| Arbitro: | Therre |

|                      |           |  |
| Hayer 89’ Schmid 90’ | Marcatori |  |

| Arbitro: | Binninger |

|                                                    |           |  |
| Michelberger 22’ Geinzer 46’ (aut.) Hermandung 58’ | Marcatori |  |

| Arbitro: | Schumann |

|                         |           |                             |
| Zele 15’, 70’ Klein 82’ | Marcatori | 27’ (rig.) Histing 39’ Fink |

| Arbitro: | Treib |

|                                                             |           |  |
| Leiendecker 1’, 40’ Michelberger 46’ Schlief 59’ Zimmer 77’ | Marcatori |  |

| Arbitro: | Dahler |

|          |           |  |
| Haug 13’ | Marcatori |  |

| Arbitro: | Brückner |

|                                                   |           |            |
| Leiendecker 14’, 41’, 65’ Histing 49’ Müllner 81’ | Marcatori | 28’ Blümig |

| Arbitro: | Hellwig |

|  |           |                         |
|  | Marcatori | 75’ Brendel 79’ Größler |

| Arbitro: | Kipper |

|                   |           |                                 |
| Martin 75’ (rig.) | Marcatori | 7’ Michelberger 31’ Leiendecker |

| Arbitro: | Tritschler |

|                             |           |           |
| Fink 36’ Müllner 40’ (rig.) | Marcatori | 10’ Unger |

| Arbitro: | Quindeau |

|                                 |           |          |
| Hug 11’ Mießmer 46’ Widmann 76’ | Marcatori | 86’ Fink |

| Treviri 17 dicembre 1977 19ª giornata | Eintracht Treviri | 0 – 0 referto | Kickers Würzburg | Moselstadion (5 000 spett.)\| Arbitro: \| Klein \| |
| Arbitro:                              | Klein             |               |                  |                                                    |

#### Girone di ritorno
| Arbitro: | Walther |

|                |           |                           |
| Hermandung 28’ | Marcatori | 41’ Cestonaro 77’ Drexler |

| Arbitro: | Regneri |

|                                                |           |  |
| Schneider 77’ Tripbacher 80’ Lorenz 90’ (rig.) | Marcatori |  |

| Arbitro: | Quindeau |

|                                                             |           |  |
| Bergfelder 30’ Leiendecker 31’ Müllner 75’ Michelberger 82’ | Marcatori |  |

| Arbitro: | Luca |

|                                 |           |  |
| Deterding 32’ Reinbold 65’, 78’ | Marcatori |  |

| Arbitro: | Therre |

|                             |           |  |
| Leiendecker 34’ Müllner 38’ | Marcatori |  |

| Arbitro: | Fleischer |

|                     |           |                 |
| Nickel 8’, 71’, 86’ | Marcatori | 25’ Bauerkämper |

| Arbitro: | Ferro |

|                      |           |                            |
| Leiendecker 38’, 58’ | Marcatori | 37’ Schöll 42’ (aut.) Veit |

| Arbitro: | Nickel |

|                            |           |                                  |
| Flindt-Bjerg 4’ Krauth 48’ | Marcatori | 44’ (aut.) Struth 88’ Bergfelder |

| Arbitro: | Hellwig |

|                 |           |                   |
| Leiendecker 18’ | Marcatori | 81’ (rig.) Groppe |

| Arbitro: | Föckler |

|                                          |           |  |
| Plaggemeyer 4’ Krause 49’, 51’ Lasch 77’ | Marcatori |  |

| Treviri 18 marzo 1978 30ª giornata | Eintracht Treviri | 0 – 0 referto | FSV Francoforte | Moselstadion (5 000 spett.)\| Arbitro: \| Glaw \| |
| Arbitro:                           | Glaw              |               |                 |                                                   |

| Arbitro: | Treib |

|  |           |                                                         |
|  | Marcatori | 24’ Müllner 44’ Zimmer 50’ Leiendecker 74’ Michelberger |

| Arbitro: | Dreher |

|             |           |  |
| Riemann 54’ | Marcatori |  |

| Arbitro: | Correll |

|              |           |                                  |
| Krostina 56’ | Marcatori | 63’ Michelberger 73’ Leiendecker |

| Arbitro: | Aldinger |

|                   |           |                 |
| Hupp 31’ Weiß 33’ | Marcatori | 44’ Leiendecker |

| Arbitro: | Schmoock |

|                              |           |            |
| Schlief 48’ Michelberger 60’ | Marcatori | 22’ Bartel |

| Arbitro: | Niebergall |

|                         |           |  |
| Pankotsch 46’ Unger 48’ | Marcatori |  |

| Arbitro: | Ulm |

|                |           |  |
| Bergfelder 76’ | Marcatori |  |

| Arbitro: | Nickel |

|  |           |                                              |
|  | Marcatori | 16’ Müllner 78’ Bauerkämper 87’ Michelberger |

### Coppa di Germania
| Arbitro: | Kipper |

|                                                  |           |  |
| von Au 55’ Hermandung 60’ (rig.) Leiendecker 78’ | Marcatori |  |

| Arbitro: | Clajus |

|                                   |           |                |
| Künkel 15’ Müller 47’, 87’ (rig.) | Marcatori | 30’ Hermandung |

## Statistiche

### Statistiche di squadra
| Competizione      | Punti | In casa | In casa | In casa | In casa | In casa | In casa | In trasferta | In trasferta | In trasferta | In trasferta | In trasferta | In trasferta | Totale | Totale | Totale | Totale | Totale | Totale | DR |
| Competizione      | Punti | G       | V       | N       | P       | Gf      | Gs      | G            | V            | N            | P            | Gf           | Gs           | G      | V      | N      | P      | Gf     | Gs     | DR |
| ----------------- | ----- | ------- | ------- | ------- | ------- | ------- | ------- | ------------ | ------------ | ------------ | ------------ | ------------ | ------------ | ------ | ------ | ------ | ------ | ------ | ------ | -- |
| 2. Bundesliga     | 35    | 19      | 10      | 6       | 3       | 36      | 19      | 19           | 4            | 1            | 14           | 22           | 45           | 38     | 14     | 7      | 17     | 58     | 64     | -6 |
| Coppa di Germania | -     | 1       | 1       | 0       | 0       | 3       | 0       | 1            | 0            | 0            | 1            | 1            | 3            | 2      | 1      | 0      | 1      | 4      | 3      | +1 |
| Totale            | 35    | 20      | 11      | 6       | 3       | 39      | 19      | 20           | 4            | 1            | 15           | 23           | 48           | 40     | 15     | 7      | 18     | 62     | 67     | -5 |

### Andamento in campionato
| Giornata  | 1  | 2  | 3  | 4  | 5  | 6  | 7  | 8  | 9  | 10 | 11 | 12 | 13 | 14 | 15 | 16 | 17 | 18 | 19 | 20 | 21 | 22 | 23 | 24 | 25 | 26 | 27 | 28 | 29 | 30 | 31 | 32 | 33 | 34 | 35 | 36 | 37 | 38 |
| --------- | -- | -- | -- | -- | -- | -- | -- | -- | -- | -- | -- | -- | -- | -- | -- | -- | -- | -- | -- | -- | -- | -- | -- | -- | -- | -- | -- | -- | -- | -- | -- | -- | -- | -- | -- | -- | -- | -- |
| Luogo     | T  | C  | T  | C  | T  | C  | T  | C  | T  | C  | T  | C  | T  | C  | C  | T  | C  | T  | C  | C  | T  | C  | T  | C  | T  | C  | T  | C  | T  | C  | T  | C  | T  | T  | C  | T  | C  | T  |
| Risultato | P  | N  | P  | N  | P  | V  | P  | P  | P  | V  | P  | V  | P  | V  | P  | V  | V  | P  | N  | P  | P  | V  | P  | V  | P  | N  | N  | N  | P  | N  | V  | V  | V  | P  | V  | P  | V  | V  |
| Posizione | 17 | 15 | 16 | 16 | 18 | 15 | 16 | 18 | 18 | 18 | 18 | 18 | 18 | 17 | 18 | 18 | 14 | 17 | 16 | 17 | 17 | 17 | 17 | 17 | 18 | 17 | 18 | 17 | 17 | 17 | 16 | 16 | 14 | 15 | 15 | 15 | 14 | 12 |

Legenda:

Luogo: C = Casa; T = Trasferta. Risultato: V = Vittoria; N = Pareggio; P = Sconfitta.

### Statistiche dei giocatori
| Giocatore       | 2. Bundesliga | 2. Bundesliga | 2. Bundesliga | 2. Bundesliga | Coppa di Germania | Coppa di Germania | Coppa di Germania | Coppa di Germania | Totale   | Totale | Totale      | Totale     |
| Giocatore       | Presenze      | Reti          | Ammonizioni   | Espulsioni    | Presenze          | Reti              | Ammonizioni       | Espulsioni        | Presenze | Reti   | Ammonizioni | Espulsioni |
| --------------- | ------------- | ------------- | ------------- | ------------- | ----------------- | ----------------- | ----------------- | ----------------- | -------- | ------ | ----------- | ---------- |
| S. Andresen     | 13            | 0             | 2             | 0             | 0                 | 0                 | 0                 | 0                 | 13       | 0      | 2           | 0          |
| R. Bauerkämper  | 22            | 2             | 1             | 0             | 1                 | 0                 | 0                 | 0                 | 23       | 2      | 1           | 0          |
| H. Bergfelder   | 20            | 3             | 1             | 0             | 1                 | 0                 | 0                 | 0                 | 21       | 3      | 1           | 0          |
| R. Brinsa       | 30            | 0             | 7             | 0             | 1                 | 0                 | 0                 | 0                 | 31       | 0      | 7           | 0          |
| F. Falter       | 7             | 0             | 0             | 0             | 1                 | 0                 | 0                 | 0                 | 8        | 0      | 0           | 0          |
| G. Fink         | 38            | 3             | 1             | 0             | 2                 | 0                 | 0                 | 0                 | 40       | 3      | 1           | 0          |
| E. Hermandung   | 37            | 4             | 5             | 0             | 2                 | 2                 | 0                 | 0                 | 39       | 6      | 5           | 0          |
| H. Histing      | 36            | 3             | 5             | 1             | 2                 | 0                 | 0                 | 0                 | 38       | 3      | 5           | 1          |
| M. Hümmer       | 13            | 0             | 0             | 0             | 1                 | 0                 | 0                 | 0                 | 14       | 0      | 0           | 0          |
| L. Leiendecker  | 35            | 16            | 4             | 0             | 2                 | 1                 | 0                 | 0                 | 37       | 17     | 4           | 0          |
| P. Linz         | 0             | 0             | 0             | 0             | 0                 | 0                 | 0                 | 0                 | 0        | 0      | 0           | 0          |
| F. Michelberger | 37            | 9             | 2             | 0             | 2                 | 0                 | 0                 | 0                 | 39       | 9      | 2           | 0          |
| W. Müller       | 3             | 0             | 0             | 0             | 1                 | 0                 | 0                 | 0                 | 4        | 0      | 0           | 0          |
| G. Müllner      | 35            | 6             | 0             | 0             | 1                 | 0                 | 0                 | 0                 | 36       | 6      | 0           | 0          |
| W. Riemann      | 9             | 1             | 0             | 0             | 0                 | 0                 | 0                 | 0                 | 9        | 1      | 0           | 0          |
| W. Schlief      | 34            | 3             | 4             | 0             | 2                 | 0                 | 0                 | 0                 | 36       | 3      | 4           | 0          |
| K. Schröder     | 1             | 0             | 0             | 0             | 1                 | 0                 | 0                 | 0                 | 2        | 0      | 0           | 0          |
| W. Tullius      | 5             | 0             | 0             | 0             | 0                 | 0                 | 0                 | 0                 | 5        | 0      | 0           | 0          |
| M. Veit         | 31            | 0             | 6             | 0             | 2                 | 0                 | 0                 | 0                 | 33       | 0      | 6           | 0          |
| W. Vollack      | 24            | 0             | 0             | 0             | 0                 | 0                 | 0                 | 0                 | 24       | 0      | 0           | 0          |
| E. Zimmer       | 31            | 2             | 1             | 0             | 2                 | 0                 | 0                 | 0                 | 33       | 2      | 1           | 0          |
| B. von Au       | 11            | 4             | 0             | 0             | 2                 | 1                 | 0                 | 0                 | 13       | 5      | 0           | 0          |